# Giải Suzanne Bianchetti
Giải Suzanne Bianchetti là một giải thưởng điện ảnh của Pháp, được trao hàng năm cho các nữ diễn viên trẻ nhiều triển vọng nhất.
Giải này được nam iễn viên René Jeanne (1887-1969), giám đốc L'Etablissement Cinématographique des Armées thiết lập để tưởng niệm người vợ của ông là nữ diễn viên Suzanne Bianchetti qua đời năm 1936 ở tuổi 47.
Giải gồm một huy chương lớn khắc hình Suzanne Bianchetti, được trao lần đầu vào năm 1937 cho nữ diễn viên Junie Astor (1912-1967) cho vai diễn của bà trong phim "Club de femmes".

## Các người đoạt giải
| - 1937 - Junie Astor - 1938 - Janine Darcey - 1939 - Sylvia Bataille - 1940 - Micheline Presle - 1947 - Simone Signoret - 1948 - Odile Versois - 1949 - Arlette Thomas - 1950 - Christiane Lenier - 1951 - Nadine Alari | - 1952 - Nadine Basile - 1953 - Etchika Choureau - 1954 - Marina Vlady - 1955 - Geneviève Kervine - 1956 - Annie Girardot - 1957 - Anne Doat - 1958 - Pascale Petit - 1959 - Roger Dumas - 1960 - Perrette Pradier | - 1961 - Renée Marie Potet - 1962 - Corinne Marchand - 1963 - Marie Dubois - 1964 - Colette Castel - 1965 - Macha Méril - 1966 - Geneviève Bujold - 1967 - Caroline Cellier - 1968 - Danièle Evenou - 1970 - Ludmila Mikaël | - 1972 - Bulle Ogier - 1974 - Isabelle Adjani - 1976 - Isabelle Huppert - 1980 - Dominique Laffin - 1988 - Marianne Basler - 1990 - Dominique Blanc - 1991 - Anouk Grinberg - 1993 - Charlotte Kady - 1994 - Isabelle Carré - 1995 - Clotilde Courau | - 1996 - Sandrine Kiberlain - 1998 - Virginie Ledoyen - 2000 - Audrey Tautou - 2001 - Barbara Schulz - 2002 - Françoise Gillard - 2003 - Mélanie Doutey - 2004 - Sara Forestier và Sophie Quinton - 2005 - Chloé Lambert - 2006 - Nathalie Boutefeu - 2007 - Déborah François - 2008 - Clotilde Hesme - 2009 - Astrid Berges-Frisbey |